# Chevrolet AK Series
La Chevrolet AK Series était une gamme de pick-up vendues sous la marque Chevrolet, produites de 1941 à 1947. Elle utilisait la plate-forme GM A, partagée avec la Chevrolet Deluxe. La série AK était également marquée et vendue dans les magasins GMC, la principale différence visuelle étant que la Chevrolet avait des barres verticales dans la calandre, tandis que le GMC avait des barres horizontales. Les modèles GMC 1941-45 ont été vendus sous le nom de Série C et sont devenus Série E pour les années modèles 1946 et 1947 (Série CC/Série EC pour les modèles à cabine conventionnelle et Série CF/Série EF pour les modèles COE).
Les désignations des versions Chevrolet étaient différentes. Le pick-up d'une demi-tonne fut baptisé AK en 1941. Il fut rebaptisé BK en 1942, puis DP en 1946. Le pick-up de 3/4 tonne fut nommé AL/AM/AN en 1941, BL/BM/BN en 1942 et DR en 1946. Les modèles de 1 et 1,5 tonne furent baptisés YR. Un modèle plus grand de 1,5 tonne fut baptisé YS. Un châssis d'autobus fut baptisé YT. Plus tard, ces modèles plus lourds furent rebaptisés MR et MT.
La série AK représentait une apparence différente des produits Chevrolet précédents, où les voitures particulières et les camionnettes partageaient une apparence commune, comme le démontre le camion Chevrolet Master.
Au cours de la Seconde Guerre mondiale, le GMC CCKW utilisait la cabine des camions civils Chevrolet/GMC
Il a été remplacé par l'Advance-Design, également vendu sous le nom de GMC.